# Lucius Aemilius Naso Fabullinus
Lucius Aemilius Naso Fabullinus (vollständige Namensform Lucius Aemilius Luci filius Galeria Naso Fabullinus) war ein im 1. und 2. Jahrhundert n. Chr. lebender Angehöriger des römischen Senatorenstandes.
Durch eine Inschrift, die in Bovillae gefunden wurde, sind die Anfänge der Laufbahn von Fabullinus bekannt. Er übte zunächst im Rahmen des Vigintivirats das Amt eines Triumvir capitalis aus. Danach diente er als Tribunus laticlavius in der Legio XX Valeria Victrix, die ihr Hauptlager in Deva Victrix in Britannia hatte.
Fabullinus war in der Tribus Galeria eingeschrieben und stammte vermutlich aus Hispanien. Die Inschrift wird bei der Epigraphik-Datenbank Clauss-Slaby auf 101/150 datiert, bei Stephen James Malone in das 2. Jahrhundert oder später.